# Thyrsia lateralis
Thyrsia lateralis är en skalbaggsart som beskrevs av Johan Wilhelm Dalman 1819. Thyrsia lateralis ingår i släktet Thyrsia och familjen långhorningar. Inga underarter finns listade i Catalogue of Life.